# Amphipsylla kalabukhovi
Amphipsylla kalabukhovi är en loppart som beskrevs av Ioff et Tiflov 1939. Amphipsylla kalabukhovi ingår i släktet Amphipsylla och familjen smågnagarloppor. Inga underarter finns listade i Catalogue of Life.